# Bibliographie nationale française
La Bibliographie nationale française est une publication éditée depuis 1990 par la Bibliothèque nationale de France (BnF).
Créée en 1811 par Adrien-Jean-Quentin Beuchot sous le titre de Bibliographie de l'Empire français ou Journal général de l'imprimerie et de la librairie, la publication devient Bibliographie de la France de 1814 à 1990.
Elle regroupe les notices bibliographiques des ouvrages publiés en France et ayant fait l'objet d'un dépôt légal, réparties en cinq sections : livres, publications en série, musique, audiovisuel et cartographie.
Elle publie également des statistiques concernant le nombre des dépôts ainsi que leur répartition selon certains critères.
Elle a été éditée de 1856 à 1989 par le Cercle de la librairie avant que la BnF n'en prenne le contrôle en 1990 et ne la rebaptise Bibliographie nationale française. La publication sur support papier a progressivement été abandonnée au début des années 2000.